# Leisure Suit Larry V : Passionate Patti se fait détective privée
Leisure Suit Larry V : Passionate Patti se fait détective privée (Leisure Suit Larry 5: Passionate Patti Does a Little Undercover Work) est le quatrième volet de la série de jeux d'aventure graphiques Leisure Suit Larry, publiés par Sierra Entertainment. Il a été développé pour MS-DOS, Apple Macintosh et Amiga. Le jeu utilise un moteur SCI (Sierra's Creative Interpreter), un moteur graphique créé par Sierra Entertainment, C'est le premier titre de la série à être en 256 couleurs (VGA) et une interface entièrement à base d'icône.

## Synopsis
Larry est maintenant dans l'industrie cinématographique adulte, travaillant pour une entreprise jointe à la mafia connue comme PornProdCorp. Son patron Mr. Bigg l'envoie à travers les États-Unis à la recherche de nouveau modèles pour apparaître dans "les Vidéos amateurs les Plus sexy de l'Amérique".
Pendant ce temps, Passionate Patti est recruté par le FBI pour déterrer des pièces à conviction sur deux maisons de disque qui sont soupçonnées de cacher des messages subliminaux dans leurs chansons. En même temps, PornProdCorp complote pour éliminer la concurrence dans leur industrie.